# Acroneuria vn-a
Acroneuria vn-a är en bäcksländeart som beskrevs av Bill P.Stark och Ignac Sivec 2008. Acroneuria vn-a ingår i släktet Acroneuria och familjen jättebäcksländor. Inga underarter finns listade i Catalogue of Life.